# Acanthoscelidius guttatus
Espèce
Acanthoscelidius guttatus est une espèce d'insectes appartenant à la famille des Curculionidae.